# Archidendron scutiferum
Archidendron scutiferum là một loài thực vật có hoa trong họ Đậu. Loài này được (Blanco) I.C.Nielsen miêu tả khoa học đầu tiên.

## Hình ảnh

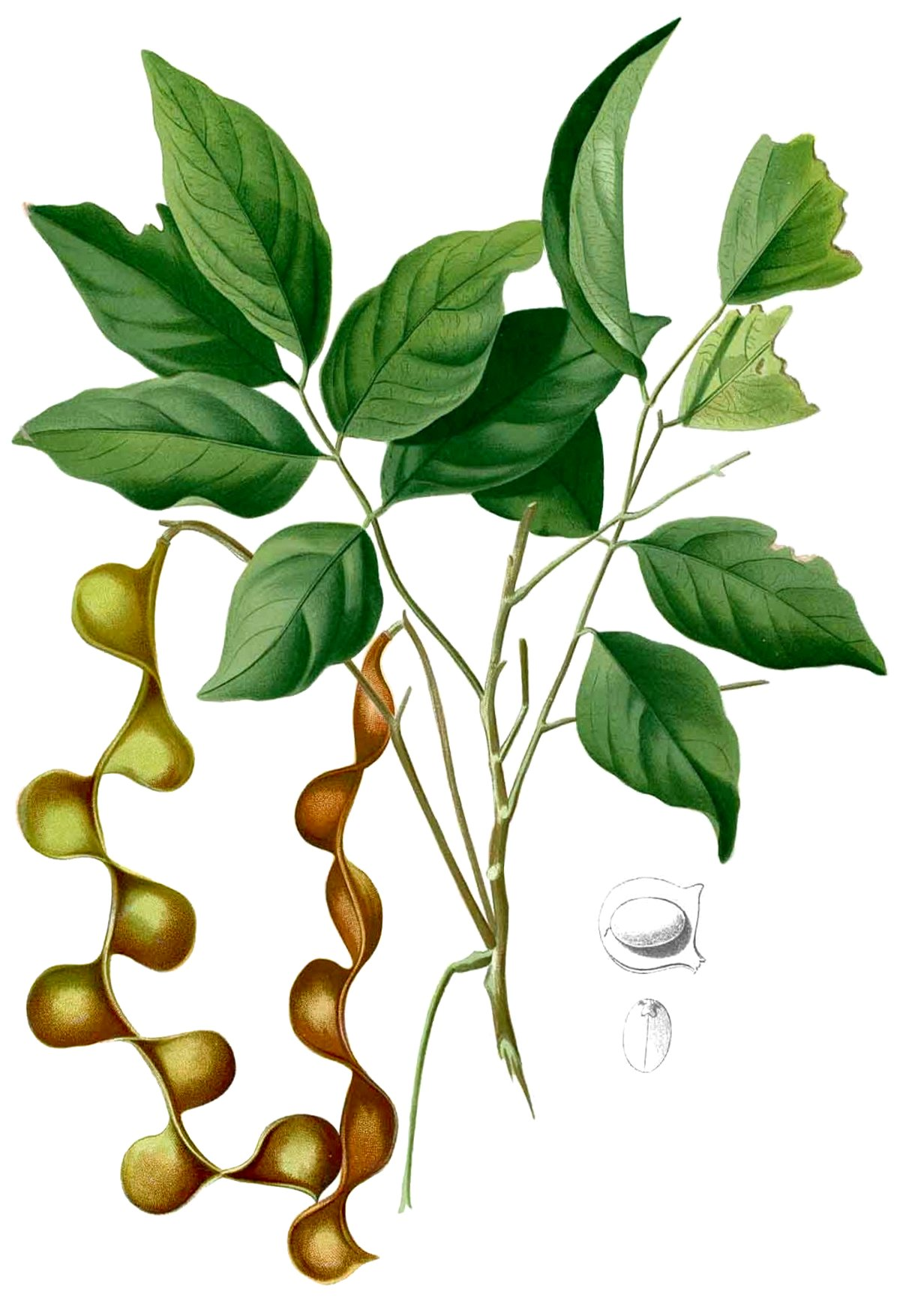
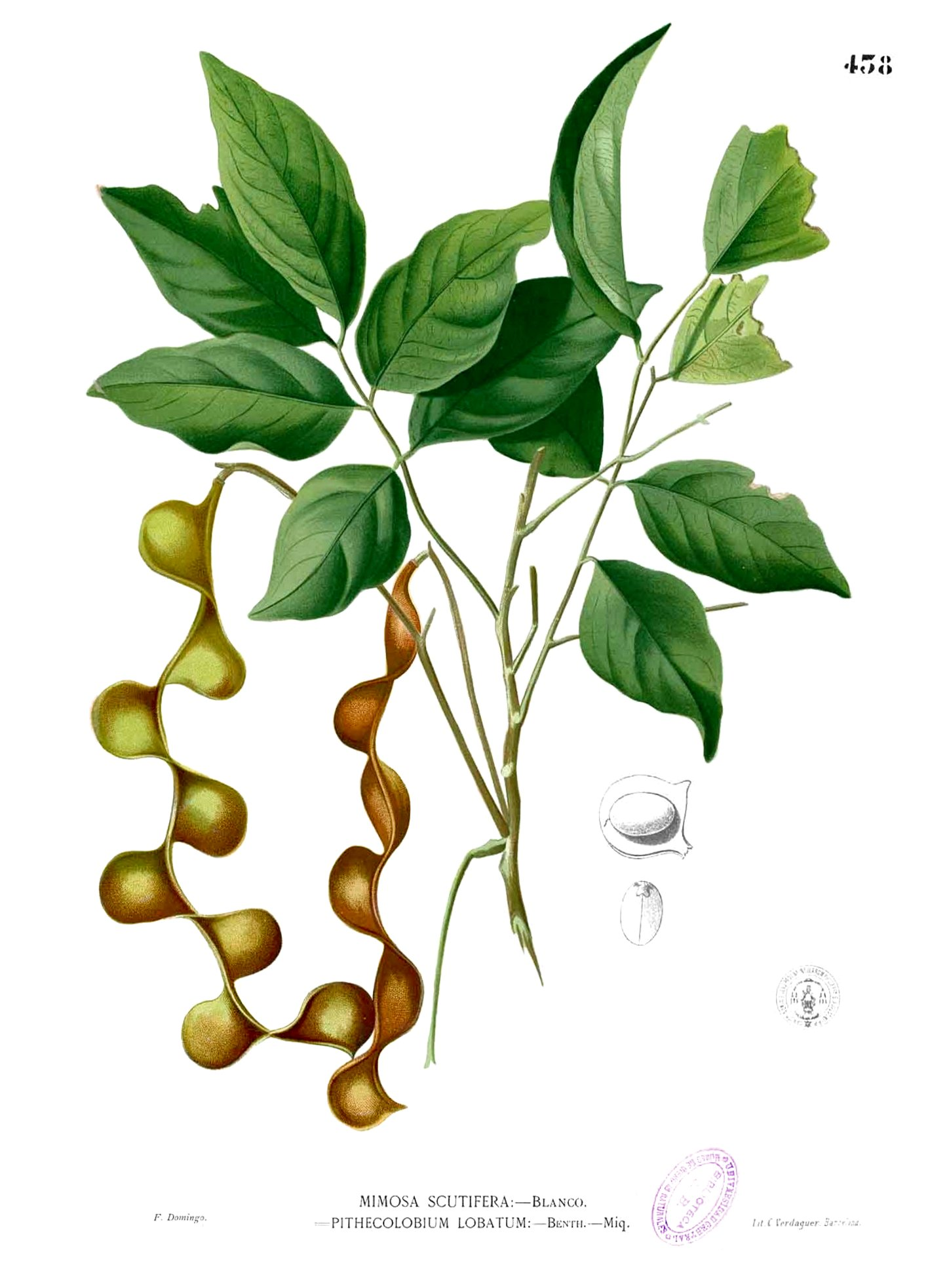
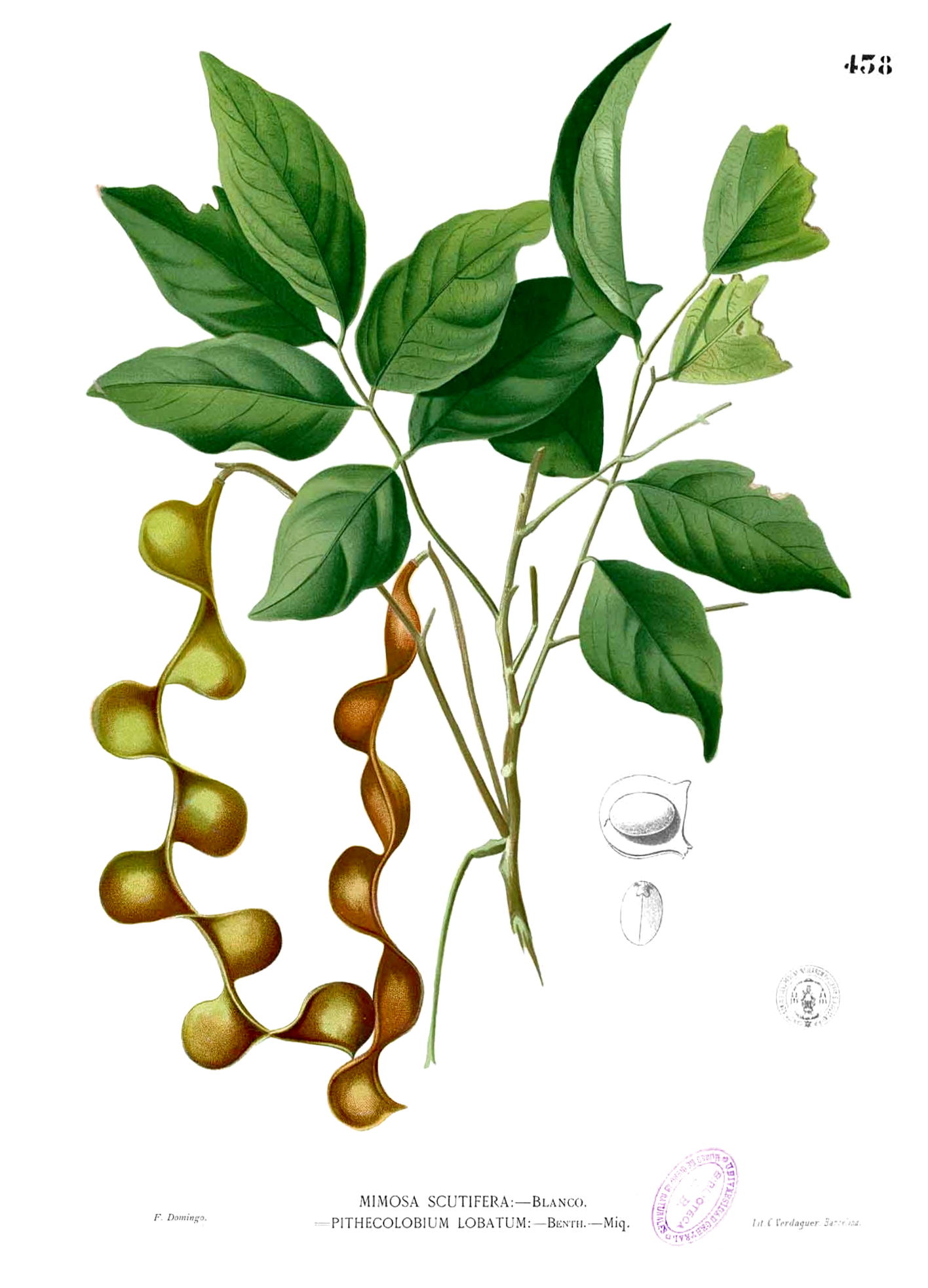
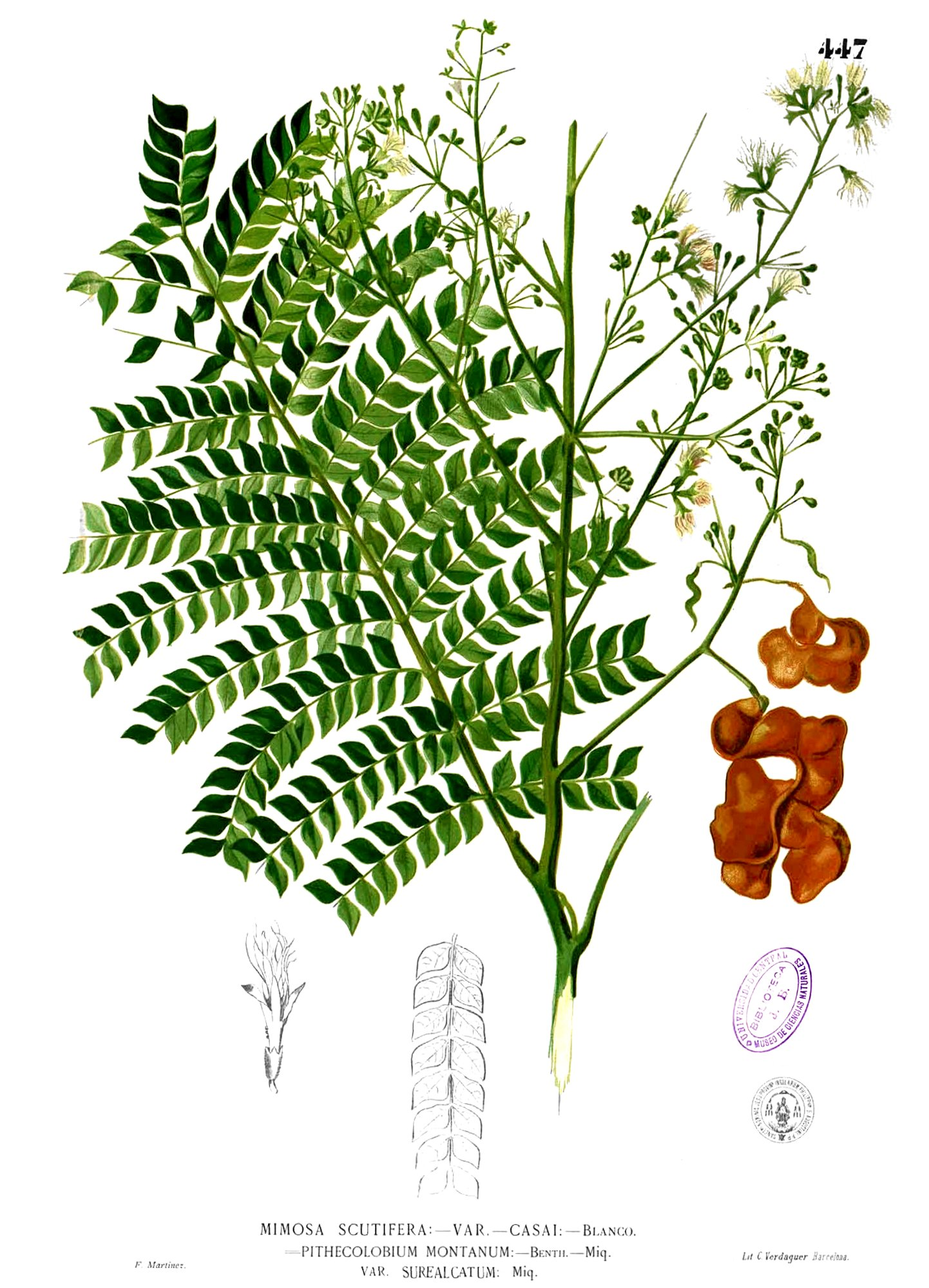